# Jungfrutal
Ett jungfrutal är det första tal som en nyvald ledamot håller i en politisk församling, framför allt ett parlament. Särskilt i länder som har majoritetsval i enmansvalkretsar (såsom Storbritannien och USA), där varje ledamot är ensam representant för ett visst område, finns vissa traditioner kring lämpliga ämnen för en ledamots jungfrutal.